# Luciene Adami
Luciene Adami (Porto Alegre, 24 de agosto de 1964) é uma atriz e professora de teatro brasileira. Desde 2007 vive em Porto Alegre, onde dá aulas de teatro.

## Biografia
Começou sua carreira cursando Artes Cênicas na Universidade Federal do Rio Grande do Sul. Formada em Ballet Clássico, estreou no palco com o grupo de teatro Faltou o João. Logo em seguida, aos 18 anos, foi chamada para fazer o principal papel feminino no longa-metragem em super-8 Inverno, de Carlos Gerbase, premiado em sua categoria no Festival de Gramado de 1983.
A partir daí, Luciene tornou-se presença constante nas produções do cinema independente gaúcho dos anos 1980. Nesse mesmo período, participou do grupo de teatro porto-alegrense Balaio de Gatos, com os espetáculos "O Vale dos Pimentões", "Eu sou vida, eu não sou morte" e "A Bela e a Fera" e ainda trabalhou com música, como vocalista da banda de rock Urubu Rei.
Em 1985, recém-chegada do Rio Grande do Sul, foi aprovada para participar da novela Ti Ti Ti, na Rede Globo. Dias depois, foi avisada que o então diretor Daniel Filho havia considerado seu sotaque "nojento" e o papel não seria mais dela.
Em meados dos anos 1980, mudou-se para São Paulo, onde estreou na TV ao lado de Ney Piacentini apresentando o programa "Revistinha", da TV Cultura (1988). Passou a ser conhecida nacionalmente com o papel de Guta, na novela Pantanal, da Rede Manchete (1990): "Nem tenho palavras, a novela, além de linda, foi um divisor de águas na teledramaturgia brasileira. E gravar no Pantanal não era trabalho, e sim uma aventura!", disse. Por conta do sucesso, Luciene posou para uma sessão de fotos da revista Playboy. Ainda na Manchete, faria Marlene em A História de Ana Raio e Zé Trovão e apresentaria o Programa de Domingo.
Em 1993, em férias na Bahia, sofreu um grave acidente de automóvel, que a levou a fazer várias cirurgias e a afastou do trabalho por um ano. Em 1994 voltou às novelas com Éramos Seis, no SBT. Atuou em várias outras novelas e peças de teatro como "Cacilda!" e "Brasil S.A.", entre outras.

## Filmografia

### Televisão
| Ano  | Título                             | Personagem                    | Notas                        |
| ---- | ---------------------------------- | ----------------------------- | ---------------------------- |
| 1990 | Pantanal                           | Maria Augusta Nogueira (Guta) |                              |
| 1991 | A História de Ana Raio e Zé Trovão | Marlene                       |                              |
| 1994 | Éramos Seis                        | Maria Laura Assad             |                              |
| 1995 | Tocaia Grande                      | Zezinha                       |                              |
| 1997 | Por Amor e Ódio                    | Isabela                       |                              |
| 1997 | Malhação                           | Helena                        | Participação                 |
| 1998 | Estrela de Fogo                    | Joelma                        |                              |
| 1999 | Chiquititas                        | Lívia                         | Episódio: "18 de novembro"   |
| 2000 | Sãos e Salvos!                     | Gostosona                     | Episódio: "A Gostosona"      |
| 2001 | Pícara Sonhadora                   | Lúcia                         | Episódios: "27–29 de agosto" |
| 2004 | Metamorphoses                      | Diana                         |                              |
| 2005 | Essas Mulheres                     | Ordália                       |                              |
| 2006 | Cristal                            | Laura                         |                              |
| 2012 | Avenida Brasil                     | Amiga de Carminha             | Episódio: "28 de março"      |
| 2012 | Mulheres em Transe                 | Maria Isabel                  |                              |

### No cinema
| Ano  | Título                              | Personagem | Notas          |
| ---- | ----------------------------------- | ---------- | -------------- |
| 1982 | Inverno                             | Mariana    |                |
| 1983 | Dona Dele                           | voz        | Curta-metragem |
| 1983 | Verdes Anos                         | Soninha    |                |
| 1984 | Me Beija                            | Marília    |                |
| 1985 | Madame Cartô                        | —          | Curta-metragem |
| 1985 | O Dia que Urano Entrou em Escorpião | voz        | Curta-metragem |
| 1991 | Viver a Vida                        | —          | Curta-metragem |
| 1995 | Deus Ex-machina                     | Dolores    | Curta-metragem |
| 1996 | Sexo & Beethoven, o Reencontro      | Dora       | Curta-metragem |
| 1999 | Quadrilha                           | Maria      | Curta-metragem |
| 2000 | Dois Filmes em uma Noite            | —          | Curta-metragem |